# Indicatif régional 907

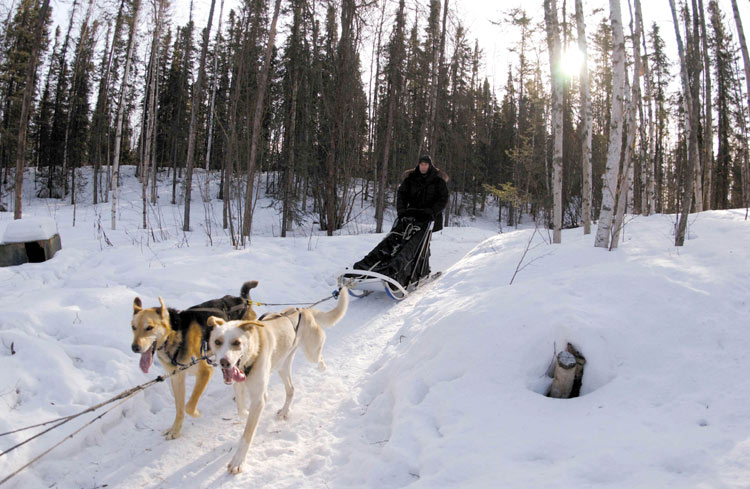
Chiens de traineaux en Alaska

L'indicatif régional 907 est l'indicatif téléphonique régional qui dessert la presque totalité de l'État de l'Alaska aux États-Unis. Seul le petit village de Hyder est desservi par l'indicatif régional 250 qui dessert aussi la plus grande partie du territoire de la province canadienne de Colombie-Britannique.
L'indicatif régional 907 fait partie du Plan de numérotation nord-américain.